# Lista de fotografias de celebridades mais caras
Esta é uma lista das fotografias de celebridades mais caras, conforme determinado pelas taxas pagas aos sujeitos, ou em muitos casos aos seus pais, pela permissão para publicá-las.
| Tipo                                    | Pessoa(s)                                  | Publicado       | Data da publicação | Preço (US$) | Ref           |
| --------------------------------------- | ------------------------------------------ | --------------- | ------------------ | ----------- | ------------- |
| Fotos de bebê                           | Knox Leon & Vivienne Marcheline Jolie-Pitt | People & Hello! | Agosto de 2008     | $15,000,000 | [ 1 ] [ 2 ]   |
| Fotos de bebê                           | Maximilian David & Emme Maribel Muñiz      | People          | Março de 2008      | $6,000,000  | [ 3 ] [ 4 ]   |
| Fotos de bebê                           | Shiloh Nouvel Jolie-Pitt                   | People          | Junho de 2006      | $4,100,000  | [ 5 ] [ 6 ]   |
| Fotos de casamento                      | Demi Moore & Ashton Kutcher                | OK!             | Outubro de 2005    | $3,000,000  | [ 7 ] [ 8 ]   |
| Fotos de bebê                           | Levi Alves McConaughey                     | OK!             | Agosto de 2008     | $3,000,000  | [ 9 ] [ 10 ]  |
| Fotos pós adoção                        | Pax Thien Jolie-Pitt                       | People          | Março de 2007      | $2,000,000  | [ 11 ] [ 12 ] |
| Fotos pós reconhecimento de paternidade | Larry & Dannielynn Birkhead                | OK!             | Abril de 2007      | $2,000,000  | [ 13 ]        |
| Fotos de casamento                      | Eva Longoria & Tony Parker                 | OK!             | Julho de 2007      | $2,000,000  | [ 14 ] [ 15 ] |
| Fotos de bebê                           | Max Liron Bratman                          | People          | Fevereiro de 2008  | $1,500,000  | [ 16 ]        |
| Fotos de bebê                           | Honor Marie Warren                         | OK!             | Julho de 2008      | $1,500,000  | [ 17 ]        |
| Fotos de casamento                      | Anna Nicole Smith & Howard K. Stern        | People          | Setembro de 2006   | $1,000,000  | [ 18 ]        |
| Fotos de bebê                           | Maddie Briann Aldridge                     | OK!             | Julho de 2008      | $1,000,000  | [ 19 ]        |
| Fotos de bebê                           | Harlow Winter Kate Madden                  | People          | Fevereiro de 2008  | $1,000,000  | [ 20 ]        |
| Fotos de bebê                           | Kingston James McGregor Rossdale           | OK!             | June 2006          | $575,000    | [ 21 ]        |
| Fotos de casal                          | Angelina Jolie & Brad Pitt                 | Us Weekly       | Abril de 2005      | $500,000    | [ 22 ]        |
| Fotos de bebê                           | Sean Preston Federline                     | People          | Novembro de 2005   | $500,000    | [ 23 ]        |
| Gravidez                                | Angelina Jolie                             | People          | January 2006       | $500,000    | [ 24 ]        |
| Última foto                             | Daniel Smith                               | In Touch        | September 2006     | $400,000    | [ 25 ]        |